# Svachova Lhotka
Svachova Lhotka (také Lhotka, Fösselhof, Mehlhüttel) je osada, část obce Mirkovice v okrese Český Krumlov. V 16. století je používán přívlastek Fišlova Lhotka. Nachází se 2 km na severozápad od Mirkovic. Je zde evidováno 5 adres.
Svachova Lhotka leží v katastrálním území Chabičovice o výměře 4,98 km². Osada je centrem golfového hřiště.

## Historie
První písemná zmínka o vesnici pochází z roku 1347.

## Další fotografie

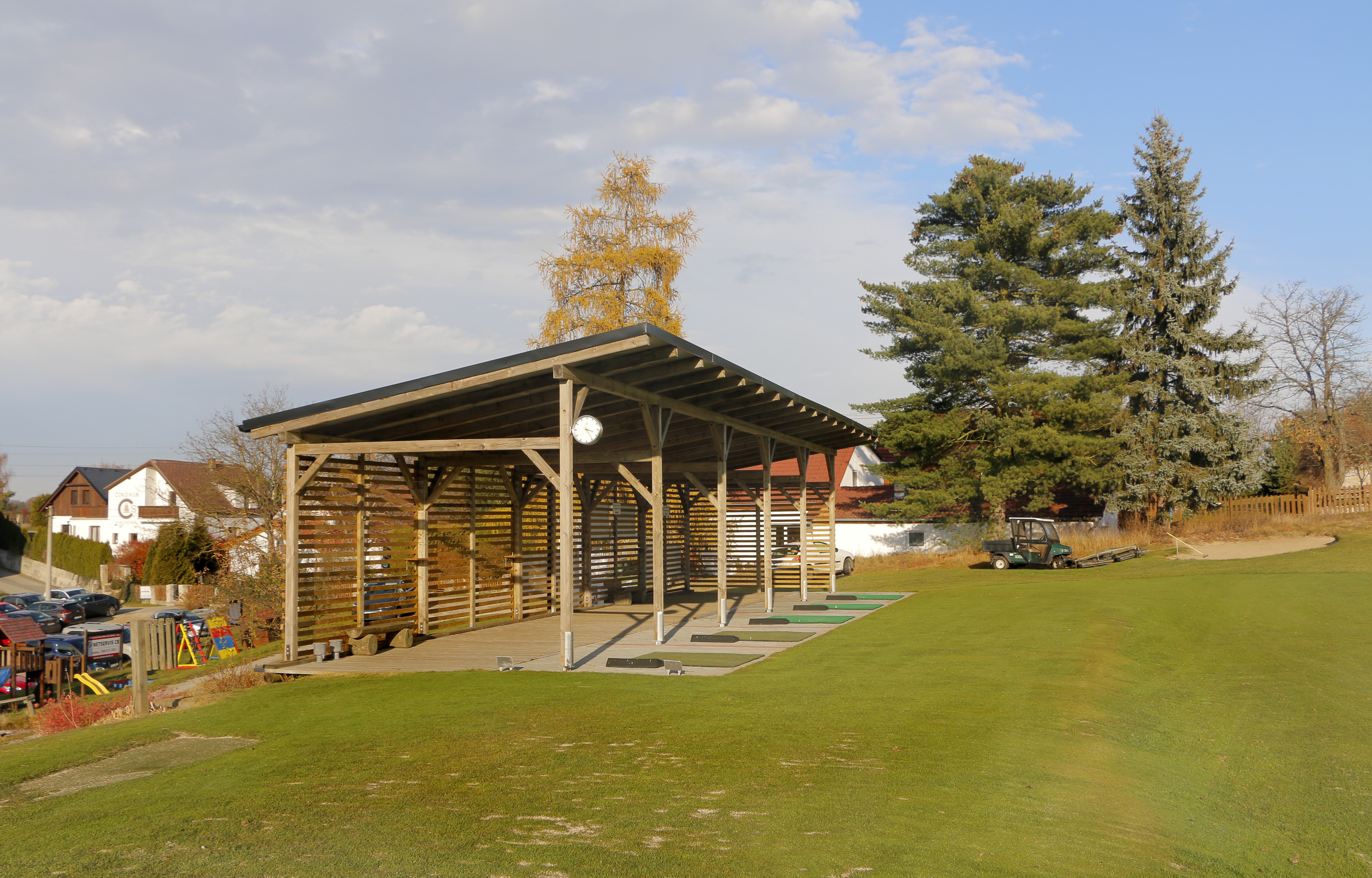
Tréninková louka
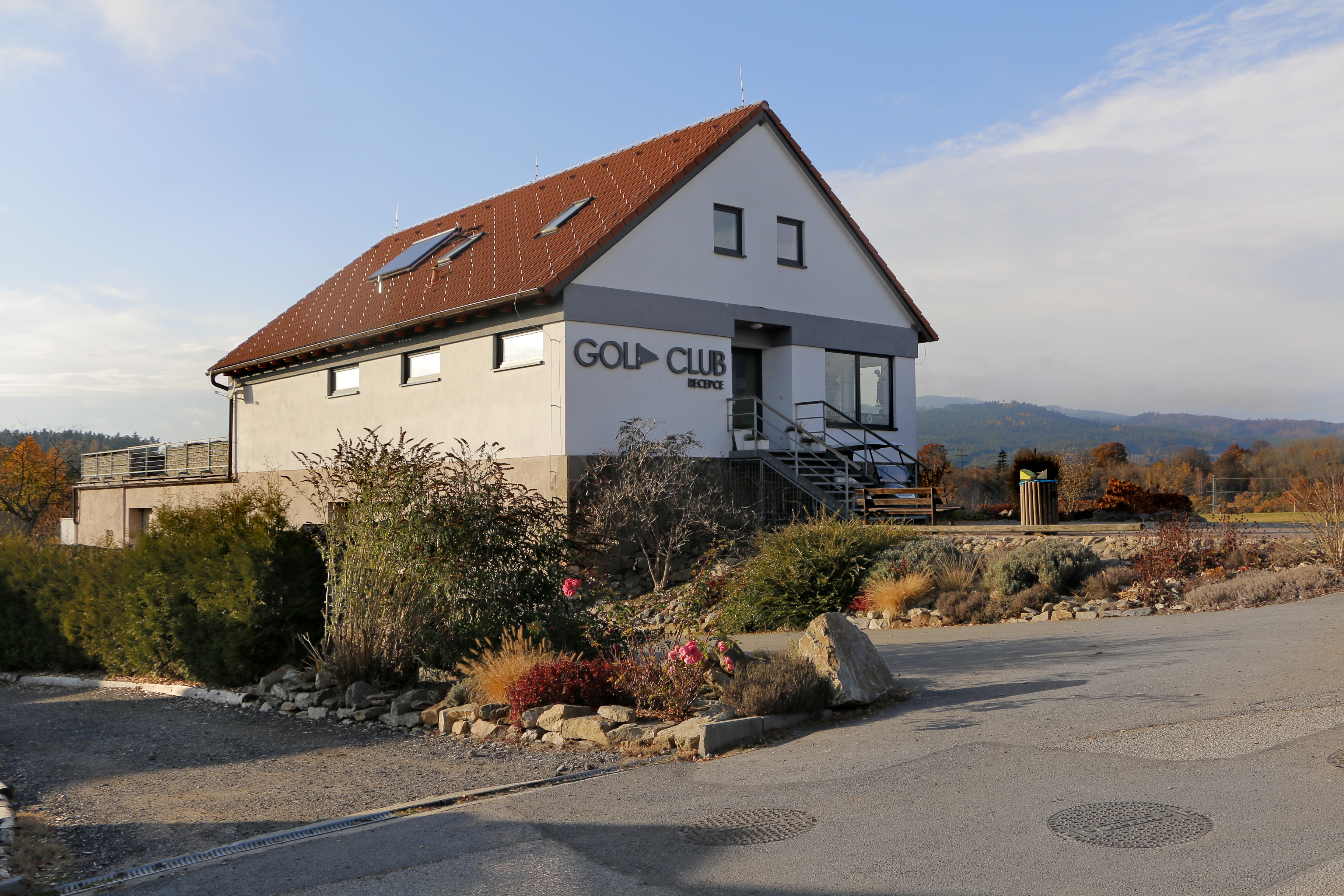
Golfový klub
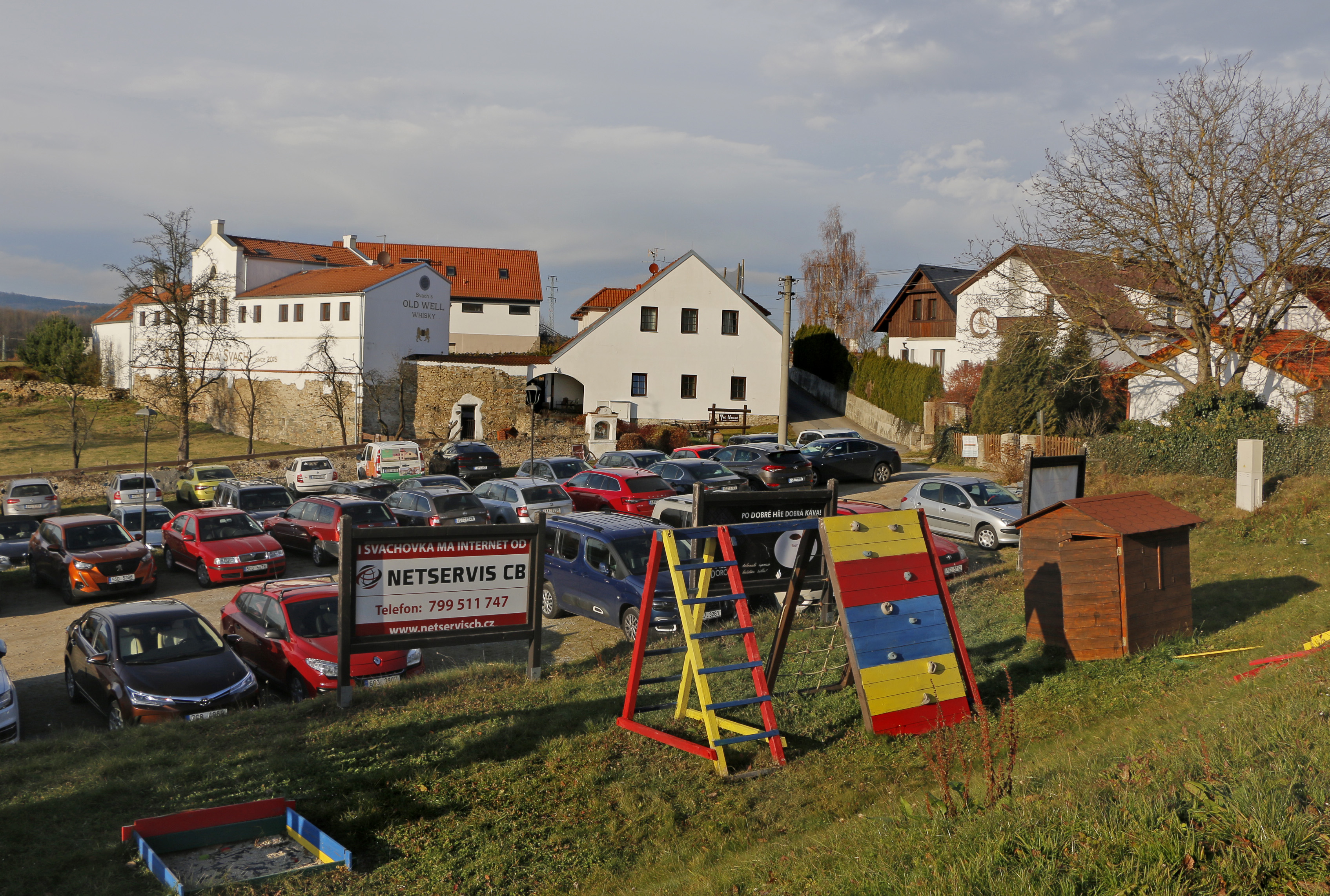
Parkoviště